# Campionati mondiali di sci nordico 2017 - Sprint a squadre maschile
La gara sprint a squadre maschile ai Campionati mondiali di sci nordico 2017 si è svolta il 26 febbraio 2017.

## Risultati

### Semifinali
Si qualificano per la finale i primi due di ogni semifinale e i migliori sei tempi non qualificati direttamente.
| Posizione | Batteria | Pettorale | Nazione     | Atleti                               | Tempo    | Note |
| --------- | -------- | --------- | ----------- | ------------------------------------ | -------- | ---- |
| 1         | 1        | 1         | Norvegia    | Johannes Høsflot Klæbo Emil Iversen  | 17:59,66 | Q    |
| 2         | 1        | 4         | Svezia      | Emil Jönsson Teodor Peterson         | 18:00,69 | Q    |
| 3         | 1        | 2         | Italia      | Dietmar Nöckler Federico Pellegrino  | 18:01,24 | q    |
| 4         | 1        | 5         | Germania    | Thomas Bing Sebastian Eisenlauer     | 18:13,69 | q    |
| 5         | 1        | 6         | Polonia     | Dominik Bury Maciej Staręga          | 18:14,02 | q    |
| 6         | 1        | 3         | Francia     | Richard Jouve Lucas Chavanat         | 18:18,87 |      |
| 7         | 1        | 7         | Estonia     | Marko Kilp Raido Ränkel              | 18:40,16 |      |
| 8         | 1        | 9         | Ucraina     | Oleksij Krasovs'kyj Ruslan Perekhoda | 18:55,06 |      |
| 9         | 1        | 8         | Austria     | Dominik Baldauf Luis Stadlober       | 19:06,85 |      |
| 10        | 1        | 10        | Lituania    | Modestas Vaičiulis Tautvydas Strolia | 19:43,04 |      |
| 11        | 1        | 11        | Slovacchia  | Andrej Segeč Miroslav Šulek          | 19:43,99 |      |
| 12        | 1        | 12        | Colombia    | Paul Martin Bragiel Jhon Acevedo     | LAP      |      |
| 1         | 2        | 14        | Finlandia   | Sami Jauhojärvi Iivo Niskanen        | 18:10.6  | Q    |
| 2         | 2        | 16        | Russia      | Nikita Kriukov Sergey Ustiugov       | 18:10.9  | Q    |
| 3         | 2        | 13        | Canada      | Alex Harvey Len Väljas               | 18:12.2  | q    |
| 4         | 2        | 15        | Stati Uniti | Simeon Hamilton Erik Bjornsen        | 18:12.9  | q    |
| 5         | 2        | 17        | Svizzera    | Roman Furger Jovian Hediger          | 18:13.2  | q    |
| 6         | 2        | 20        | Rep. Ceca   | Michal Novákk Aleš Razým             | 18:21.8  |      |
| 7         | 2        | 22        | Slovenia    | Miha Šimenc Janez Lampič             | 18:30.2  |      |
| 8         | 2        | 18        | Bielorussia | Michail Semënov Mikhail Kuklin       | 18:32.2  |      |
| 9         | 2        | 19        | Kazakistan  | Ivan Lyuft Alexey Poltoranin         | 18:42.1  |      |
| 10        | 2        | 23        | Australia   | Phillip Bellingham Paul Kovacs       | 19:36.6  |      |
| 11        | 2        | 21        | Romania     | Petrică Hogiu Alin Florin Cioancă    | 19:49.6  |      |
| 12        | 2        | 24        | Islanda     | Sævar Birgisson Albert Jónsson       | 21:10.1  |      |

### Finale
| Posizione | Pettorale | Nazione     | Atleti                              | Tempo   |
| --------- | --------- | ----------- | ----------------------------------- | ------- |
| 1         | 16        | Russia      | Nikita Kriukov Sergey Ustiugov      | 17:40.6 |
| 2         | 2         | Italia      | Dietmar Nöckler Federico Pellegrino | 17:42.8 |
| 3         | 14        | Finlandia   | Sami Jauhojärvi Iivo Niskanen       | 17:49.3 |
| 4         | 1         | Norvegia    | Johannes Høsflot Klæbo Emil Iversen | 17:59.1 |
| 5         | 15        | Stati Uniti | Simeon Hamilton Erik Bjornsen       | 18:04.2 |
| 6         | 13        | Canada      | Alex Harvey Len Väljas              | 18:07.7 |
| 7         | 5         | Germania    | Thomas Bing Sebastian Eisenlauer    | 18:11.6 |
| 8         | 4         | Svezia      | Emil Jönsson Teodor Peterson        | 18:12.4 |
| 9         | 17        | Svizzera    | Roman Furger Jovian Hediger         | 18:45.4 |
| 10        | 6         | Polonia     | Dominik Bury Maciej Staręga         | 18:55.7 |